# Bubo capensis
Bubo capensis е вид птица от семейство Совови (Strigidae).

## Разпространение
Видът е разпространен в Еритрея, Етиопия, Зимбабве, Кения, Лесото, Малави, Мозамбик, Намибия, Свазиленд, Танзания и Южна Африка.